# Lee Joo-hyung
Lee Joo-hyung (in Hangŭl: 이주형; 5 marzo 1973) è un ex ginnasta sudcoreano.

## Palmarès

### Olimpiadi
- 2 medaglie:
  - 1 argento (Sydney 2000 nelle parallele simmetriche)
  - 1 bronzo (Sydney 2000 nella sbarra)

### Mondiali
- 1 medaglia:
  - 1 oro (Tianjin 1999 nelle parallele simmetriche)